# Mill Spring Township
Pour les articles homonymes, voir Mill Spring.
Mill Spring Township est un township inactif, situé dans le comté de Wayne, dans le Missouri, aux États-Unis,.
Le township est fondé en 1872 et baptisé en référence au village de Mill Spring.

### Source de la traduction
- (en) Cet article est partiellement ou en totalité issu de l’article de Wikipédia en anglais intitulé « Mill Spring Township, Wayne County, Missouri » (voir la liste des auteurs).